# NGC 5625/2
NGC 5625/2 је галаксија у сазвежђу Волар која се налази на NGC листи објеката дубоког неба.
Деклинација објекта је + 39° 57' 23" а ректасцензија 14h 27m 0,5s. Привидна величина (магнитуда) објекта NGC 5625 износи 15,0 а фотографска магнитуда 16,0. NGC 56252 је још познат и под ознакама MCG 7-30-13, CGCG 220-17, VV 24.